# Droga wojewódzka 535
Die Droga wojewódzka 535 (DW 535) ist eine fünf Kilometer lange Droga wojewódzka (Woiwodschaftsstraße) in der polnischen Woiwodschaft Kujawien-Pommern, die Gardęga mit Rogóźno-Zamek verbindet. Die Strecke liegt im Powiat Grudziądzki.

## Streckenverlauf
Woiwodschaft Kujawien-Pommern, Powiat Grudziądzki
- Gardęga
-  Rogóźno-Zamek (Roggenhausen) (DK 16)